# Marcelo Augusto Mathias da Silva
Marcelo Augusto Mathias da Silva, mais conhecido como Marcelo (Juiz de Fora, 26 de agosto de 1991 — La Unión, 28 de novembro de 2016), foi um futebolista brasileiro que atuou como zagueiro. Sua última atuação foi pela Chapecoense.

## Carreira

### Início
Aos 19 anos, Marcelo viu a fome de perto quando jogava nas categorias de base do Macaé e ouvia promessas não cumpridas dos dirigentes. Certa vez, segundo ele, ficou sem janta e precisou caminhar na praia para passar o tempo até o café da manhã. Descobriu por terceiros que seria dispensado do clube, assim como todos os outros jogadores dos juniores. Com uma pubalgia, se desiludiu e decidiu abandonar o futebol. De volta a sua cidade, Juiz de Fora, Marcelo, precisou trabalhar um tempo como marceneiro. Mas Paulo, seu pai, não se conformava em ver o filho desistir do sonho e o convenceu a aceitar um convite do Volta Redonda para conversar.
| “ | Ele arrumou um carro de um amigo e me levou. Chegamos lá, eu não acreditava muito no que me prometiam. Estava desiludido, parecia tudo muito fácil do jeito que falavam. Não queria mais sofrer. Ele se sentou atrás de uma caçamba de entulho, me chamou e disse que eu deveria aceitar. Que Deus havia me colocado naquele caminho. Começou a chorar. Não tive como recusar. Fiquei e hoje sou muito grato ao Volta Redonda. | ” |

### Volta Redonda
Marcelo foi contratado pelo Volta Redonda antes do início da Copa Rio de 2013 e foi um dos principais responsáveis pela defesa titular do Voltaço não levar gols durante dez jogos seguidos na competição. Nesta competição, Marcelo esteve presente em 14 dos 16 jogos do Volta Redonda e a equipe sofreu apenas cinco gols na Copa Rio nas partidas em que ele atuou.
No ano seguinte se destacou no Campeonato Carioca de 2014. O defensor jogou em 14 dos 15 jogos do Voltaço, que teve a sexta melhor defesa da competição, com 19 gols sofridos, e fez um gol. Suas boas atuações chamaram a atenção do Fluminense. O Volta Redonda não fez boa campanha, terminando na 11ª colocação, mas o zagueiro chamou a atenção em pelo menos três jogos contra equipes grandes e outras partidas do torneio, mostrando segurança, poder de antecipação e eficiência no jogo aéreo, após boas partidas contra Flamengo, Vasco da Gama e Botafogo (quando deu um belo chapéu no centroavante Ferreyra).
No total, Marcelo atuou em 28 jogos com a camisa do Voltaço, fez um gol, levou seis cartões amarelos e nos jogos em que esteve em campo, a equipe sofreu 23 gols.

### Cianorte
Deixou o Volta Redonda tendo parte dos direitos econômicos adquirida por investidores e foi vinculado ao Cianorte, do Paraná. O valor pago ao clube da Cidade do Aço girou na casa de R$ 500 mil.

### Flamengo
O Flamengo encaminhou a contratação de Marcelo, que foi chamado de "novo Dedé", em 17 de abril de 2014. A contratação -por empréstimo, com opção de compra - foi finalizada em 23 de abril de 2014, onde Marcelo foi novamente chamado de "novo Dedé". Foi apresentado oficialmente com a camisa rubro-negra em 26 de abril de 2014, junto com o atacante Arthur.
| “ | É um motivo de alegria vestir a camisa do Flamengo. É o sonho de qualquer atleta. Cheguei com o intuito de vencer e ajudar o clube em qualquer situação. Pretendo fazer o meu melhor, o Flamengo merece. Lutei bastante para estar aqui. Se cheguei aqui, acredito que estou preparado. Vou buscar o meu espaço, correr pelas pontas, respeitar meus companheiros e fazer o melhor para o Flamengo. | ” |

Foi regularizado em 30 de abril de 2014 E realizou sua estreia pelo Rubro-Negro no clássico contra o Botafogo no Maracanã jogando como titular. Estava fazendo uma boa partida quando, perto do fim do jogo, ele acabou cometendo um erro em que perdeu a bola e quase resultou no gol de empate do alvinegro, mas o Flamengo venceu o rival por 1–0.
Em seu quinto jogo com a camisa rubro-negra, ele entrou pela primeira vez na Seleção da Rodada do Campeonato Brasileiro (feita pelo GloboEsporte.com), após fazer uma grande partida contra o Coritiba, ajudando a equipe a conquistar a primeira vitória fora de casa.
No dia 31 de Agosto, no jogo contra o Vitória, no Barradão - seu oitavo jogo pelo clube - ele marcou, de cabeça, o seu primeiro gol com a camisa rubro-negra, após cobrança de escanteio batida pelo Everton. Por conta de sua atuação, ele entrou novamente na Seleção da Rodada do site GloboEsporte.com.
Terminou o primeiro turno o brasileirão com a melhor média entre os zagueiros, no Troféu Armando Nogueira, do SporTV.
Também ficou marcado por protagonizar uma entrevista polêmica, onde afirmava que tinha a "total dúvida" que o time estava de parabéns, pois o Flamengo havia vencido o jogo com sobras.

### Chapecoense
Após não renovar com o Flamengo, Marcelo foi anunciado como reforço da Chapecoense para a temporada de 2016.

## Morte
Marcelo foi uma das vítimas fatais da queda do Voo 2933 da Lamia, em 28 de novembro de 2016. A aeronave transportava a equipe do Chapecoense para Medellin, onde disputaria a primeira partida da final da Copa Sul-Americana de 2016. Marcelo ficou fora dos gramados por 4 meses e acabou voltando contra o Palmeiras, na derrota por 1–0 para os Campeões brasileiros. Recuperado, embarcou junto com a delegação catarinense rumo à Colômbia. Além da equipe da Chapecoense, a aeronave também levava 21 jornalistas brasileiros que cobririam a partida contra o Atlético Nacional (COL).

## Estatísticas
Até 26 de março de 2016.

### Clubes
| Clube             | Temporada         | Campeonato nacional | Campeonato nacional | Campeonato nacional | Copa nacional[a] | Copa nacional[a] | Copa nacional[a] | Competições continentais[b] | Competições continentais[b] | Competições continentais[b] | Outros torneios[c] | Outros torneios[c] | Outros torneios[c] | Total | Total | Total   |
| Clube             | Temporada         | Jogos               | Gols                | Assist.             | Jogos            | Gols             | Assist.          | Jogos                       | Gols                        | Assist.                     | Jogos              | Gols               | Assist.            | Jogos | Gols  | Assist. |
| ----------------- | ----------------- | ------------------- | ------------------- | ------------------- | ---------------- | ---------------- | ---------------- | --------------------------- | --------------------------- | --------------------------- | ------------------ | ------------------ | ------------------ | ----- | ----- | ------- |
| Volta Redonda     | 2012              | 7                   | 0                   | 0                   | —                | —                | —                | —                           | —                           | —                           | 2                  | 0                  | 0                  | 9     | 0     | 0       |
| Volta Redonda     | 2013              | —                   | —                   | —                   | 0                | 0                | 0                | —                           | —                           | —                           | 1                  | 0                  | 0                  | 1     | 0     | 0       |
| Volta Redonda     | 2014              | —                   | —                   | —                   | —                | —                | —                | —                           | —                           | —                           | 14                 | 1                  | 0                  | 14    | 1     | 0       |
| Volta Redonda     | Total             | 7                   | 0                   | 0                   | 0                | 0                | 0                | 0                           | 0                           | 0                           | 17                 | 0                  | 0                  | 24    | 1     | 0       |
| Flamengo          | 2014              | 17                  | 1                   | 0                   | 3                | 0                | 0                | —                           | —                           | —                           | —                  | —                  | —                  | 20    | 1     | 0       |
| Flamengo          | 2015              | 11                  | 0                   | 0                   | 2                | 0                | 0                | —                           | —                           | —                           | 9                  | 0                  | 1                  | 22    | 0     | 1       |
| Flamengo          | Total             | 28                  | 1                   | 0                   | 5                | 0                | 0                | 0                           | 0                           | 0                           | 9                  | 0                  | 1                  | 42    | 1     | 1       |
| Chapecoense       | 2016              | 0                   | 0                   | 0                   | 0                | 0                | 0                | 0                           | 0                           | 0                           | 7                  | 0                  | 0                  | 7     | 0     | 0       |
| Chapecoense       | Total             | 0                   | 0                   | 0                   | 0                | 0                | 0                | 0                           | 0                           | 0                           | 7                  | 0                  | 0                  | 7     | 0     | 0       |
| Total na carreira | Total na carreira | 35                  | 1                   | 0                   | 5                | 0                | 0                | 0                           | 0                           | 0                           | 33                 | 1                  | 1                  | 73    | 2     | 1       |

- a. ^ Jogos da Copa do Brasil
- b. ^ Jogos da Copa Libertadores e Copa Sul-Americana
- c. ^ Jogos do Campeonato Carioca, Copa Rio, Granada Cup, Super Series e Jogo amistoso

|             | Data                    | Local                                    | Resultado | Adversário         | Gols | Assist. | Competição                     |
| ----------- | ----------------------- | ---------------------------------------- | --------- | ------------------ | ---- | ------- | ------------------------------ |
| Chapecoense |                         |                                          |           |                    |      |         |                                |
| 67.         | 6 de fevereiro de 2016  | Arena Condá, Chapecó, Brasil             | 1–1       | Guarani de Palhoça | 0    | 0       | Campeonato Catarinense de 2016 |
| 68.         | 28 de fevereiro de 2016 | Arena Joinville, Joinville, Brasil       | 0–0       | Joinville          | 0    | 0       | Campeonato Catarinense de 2016 |
| 69.         | 6 de março de 2016      | Tio Vida, Lages, Brasil                  | 2–1       | Inter de Lages     | 0    | 0       | Campeonato Catarinense de 2016 |
| 70.         | 12 de março de 2016     | Arena Condá, Chapecó, Brasil             | 4–0       | Camboriú           | 0    | 0       | Campeonato Catarinense de 2016 |
| 71.         | 17 de março de 2016     | Estádio Renato Silveira, Palhoça, Brasil | 2–1       | Guarani de Palhoça | 0    | 0       | Campeonato Catarinense de 2016 |
| 72.         | 20 de março de 2016     | Arena Condá, Chapecó, Brasil             | 4–0       | Avaí               | 0    | 0       | Campeonato Catarinense de 2016 |
| 73.         | 26 de março de 2016     | Arena Condá, Chapecó, Brasil             | 3–3       | Brusque            | 0    | 0       | Campeonato Catarinense de 2016 |

## Títulos
Flamengo
- Torneio Super Series: 2015

Chapecoense
- Campeonato Catarinense: 2016
- Copa Sul-Americana: 2016 [18]